# Xats’ull
Xats’ull (Soda Creek), jedna od bandi Shuswap Indijanaca porijeklom od skupine Stlemhulehamuk ili Fraser River Shuswapa iz unutrašnjosti Britanske Kolumbije, Kanada, točnije s gornjeg toka Frasera, između Alexandrije i ušća Chilcotina. Swanton njihovo selo naziva (Hatsu'thl ili Ha'tsu'thl). 
Danas žive na dvije rezerve oko 35 kilometara sjeverno od Williams Lake i pripadaju plemenskom vijeću Northern Shuswap Tribal Council. Populacija im je iznosila 81 (1909); 354 (2007.) na rezervama Deep Creek 2 i Soda Creek 1.
U prošlosti su bili lovci i ribari (losos).